# Rudolf Widing
Rudolf Widing, född 30 september 1852 i Sundåsa Gilleberga socken, Värmland, död 1935 i Yarmouth, Maine, USA, var en svensk-amerikansk målare och grafiker.

## Biografi
Widing var son till skomakaren Erik Gustaf Widing och Anna Lisa Boström i en syskonskara på sex barn. Han studerade vid Konstakademin 1867–1872 där han fick fina lovord för sitt genremåleri. För att försörja sig under studietiden fick han 1867, med hjälp av sin skolkamrat Hugo Birger anställning som litograf vid S. A. Peterson där han arbetade fram till 1870. Därefter var han anställd vid Centraltryckeriet och A. Börtzells tryckeri i Stockholm. År 1875 försörjde han sig med att utföra beställd affärsreklam och han beklagade sig i ett brev att han är "tvungen att sitta inne med sitt tråkiga brödanskaffningsbestyr istället för att teckna och måla Stockholms skönhet när dagarna är som vackrast, och tiden går och jag står på samma punkt som förr".[källa behövs]
Widing var tillsammans med Carl Larsson, Hugo Birger, Carl Skånberg och Ferdinand Stoopendaal en del av en bohemisk konstnärsgrupp som träffades på krogar som frekventerades av konstnärer och författare. Han beklagade sig för sin oförmåga att få någon större inkomst för Johan Ericson 1876 och berättade för honom att han funderade på att söka sig till sjöss.[källa behövs]
Han var en av de svenska konstnärer som skrev under den av de svenska Pariskonstnärernas formulerade oppositionsskrivelse mot Konstakademin, vilket blev början till gruppen Opponenterna. Han medverkade i gruppens utställningar på Blanchs konstsalong i Stockholm, med start 1885. Från 1886 till 1896 var han medlem i Konstnärsförbundet men uteslöts på grund av att han inte deltog i deras utställningar. Han valde 1910 att liksom Ferdinand Stoopendaal utvandra till Amerika. I en artikel i Svenska Dagbladet 1925 omskriver Karl Asplund honom som, "den sedan länge försvunne".
Hans skolkamrat Georg Pauli berättade om Widing:
| ” | dessa mycket sällsynta naturer som träda fram med ovanligt välproportionerade naturtalang. Ingenting bländande, men alltigenom nobelt i form och själfullt innehåll hade hans, med mycket långa nödtvungna uppehåll målande studie och (mestadels) ofullbordade små genrebilder detta, att kamraterna alltid stodo eniga inför renheten i hans strävanden och erkännande hans gedigna konstnärsbegåvning. Framför hans arbeten var aldrig någon strid. Hade lyckligare omständigheter låtit honom få ägna sig åt konsten, hade han säkerligen kommit att markera i vår historia något liknande en Hippolyte Flanrins utveckling och position. Blygsam och stolt intog han inom kåren aldrig någon ledarställning fastän hans förstarangsplats därigenom av ingen bestreds... Fattigdom hindrade honom från måleriet och stolthet att av andra begära hjälp och understöd. | „ |

[källa behövs]

## Familj
Rudolf Widing gifte sig någon gång mellan 1879 och 1883 med Fredrika Eleonora Michaëli. Tillsammans fick de  sönerna Ragnar (1885-1971) och Ivar (1888-1921) men när Ivar bara var 10 månader dog Fredrika Eleonora 1889.
Tillsammans med pigan Elvira Löfgren (1869-1960) fick han senare dottern Edith Lovisa/Louise (1895-1961), som föddes i Helsingfors i Finland. Rudolf och Elvira gifte sig dock först 1908 och tillsammans med dottern Edith, emigrerade de och anlände till Boston den 19 maj 1910 med skeppet RMS Saxonia. Det två äldre sönerna Ragnar och Ivar hade redan flyttat till Boston 1905. I USA blev sonen Ivar konstnär, fotograf, båtkonstruktör och äventyrare, men dog bara 33 år gammal. Även dottern Edith blev konstnär och var under en period gift med konstnären Herman Albert Yaffee. Paret skilde sig dock 1927 när det visade sig att Yaffee levt ett dubbelliv under namnet Kenyon Anthony Stoddard och var gift med en annan kvinna.
Ett felaktigt rykte har gjort gällande att Widing sköts till döds i USA cirka 1910. En annan källa hävdar att han var inbegripen i ett skottdrama 1922 på en buss i närheten av Rainer, Oregon. Det senare bygger på en artikel i Oregon posten som berättar hur en George Reberio dragit en revolver och dödat en passagerare som satt i sätet framför och därefter skjutit ett skott mot en R. Widing, som trots en svår skottskada överlevde händelsen. Det rör sig dock inte om Rudolf Widing, utan personen som blev skottskadad hette Rodman Widing.
Rudolf dog först 1935 och ligger begravd tillsammans med sin fru och dotter på Cousins Island Cemetery, i Yarmouth, Maine, USA.

## Verk
Rudolf Widings konst består huvudsakligen av porträtt, bland annat av författaren Bernhard von Beskow, friherre Louis De Geer af Finspång, Samuel Owen, Adolf Eugène von Rosen och han  litograferade flera verk av Carl Larsson, däribland Vikingatåg.
Widing är representerad vid Kungliga biblioteket med ett porträtt av Knut Filip Bonde och en teckning av Anders Adolph Retzius och Nationalmuseum i Stockholm.